# أ. كي. باتل
أ. كي. باتل هو سياسي هندي، ولد في 1 يوليو 1931. نشط حزبياً في حزب بهاراتيا جاناتا.

## مناصب
- في الانتخابات العمومية الهندية 1984 [الإنجليزية]‏، انتخب عضو لوك سابها الثامنة ‏.
- في الانتخابات العمومية الهندية 1989 [الإنجليزية]‏، انتخب عضو لوك سابها التاسعة ‏ خلال فترته النيابية [الإنجليزية]‏ (2 ديسمبر 1989 – 13 مارس 1991).
- انتخب عضو لوك سابها الثانية عشر  [لغات أخرى]‏ عن دائرة Mahesana Lok Sabha constituency [الإنجليزية]‏ وقد انضم خلال فترته النيابية للكتلة البرلمانية حزب بهاراتيا جاناتا.
- انتخب عضو لوك سابها الحادية عشر ‏ عن دائرة Mahesana Lok Sabha constituency [الإنجليزية]‏ وقد انضم خلال فترته النيابية للكتلة البرلمانية حزب بهاراتيا جاناتا.